# Wybory do Parlamentu Europejskiego na Malcie w 2009 roku
Wybory do Parlamentu Europejskiego na Malcie odbyły się 6 czerwca 2009 roku. Maltańczycy wybrali 5 europarlamentarzystów, co odzwierciedla przepisy Traktatu Nicejskiego. W przypadku, gdyby doszło do wejścia w życie Traktatu Lizbońskiego, Malcie przypadłoby 6 mandatów.